# Kirchenburg Burgberg
Die Kirchenburg Burgberg (rumänisch Biserica fortificată din Vurpăr) im siebenbürgischen Vurpăr (Burgberg) ist eine befestigte Basilika aus dem 13. Jahrhundert.

## Geschichte
Ein Grafengeschlecht aus Burgberg ist vom 13. bis ins 16. Jahrhundert in Urkunden belegt. Im Jahr 1578 versuchte ein Nachkomme dieses Geschlechts, Johann Gerendy, den Familienbesitz zurückzuerlangen. 
Eine kurze turmlose romanische Basilika mit Chorquadrat und Halbkreisapsis wurde Ende des 13. Jahrhunderts erbaut. Drei quadratische Pfeilerpaare, die durch Rundbögen verbunden sind, trennen das Hauptschiff von den Seitenschiffen. Der Chor erhielt im 16. Jahrhundert einen polygonalen Abschluss mit einem böhmischen Kapellengewölbe. Der Glockenturm stammt von 1750, der Barockaltar von 1776.

## Bauwerk
Von der Ringmauer der ehemaligen Kirchenburg hat sich nur das 1720 errichtete Burghüterhaus erhalten. Aus der romanischen Bauphase sind heute das Südportal, das Nordportal und die Fenster und Obergaden erhalten. Bemerkenswert ist das Tympanon des Nordportals, das einen Lebensbaum darstellt, der von Löwen und mythischem Wesen mit Katzenkopf, Vorderfüßen und Fischkopf flankiert ist. Das Portal weist Ähnlichkeiten mit dem von Salzburg auf.